# ديك رومي ذو عيينات
الديك الرومي ذو العيينات (الاسم العلمي: Meleagris ocellata)، نوع من الدجاج الرومي، موطنه شبه جزيرة يوكاتان. هو طائر كبير نسبياً يبلغ طوله حوالي 70-122 سم (28-48 بوصة) ويبلغ متوسط وزنه 3 كيلوغرامات (6.6 رطل) في الإناث و5 كيلوغرامات (11 رطل) في الذكور.

## طالع
قائمة سلالات الغرغر